# 科羅琴基
50°2′7″N 28°10′34″E / 50.03528°N 28.17611°E
科羅琴基（烏克蘭語：Короченки），是烏克蘭北部的村莊，隸屬日托米爾州的日托米爾區。該村面積1.64平方公里，海拔高度249米，2001年人口603，人口密度每平方公里367.68人。